# Маугуб Газуані
Маугуб Газуані (араб. موهوب الغزواني, нар. 1948) — марокканський футболіст, що грав на позиції нападника.
Виступав за клуб ФАР (Рабат), а також національну збірну Марокко.

## Кар'єра
На клубному рівні виступав за команду  ФАР (Рабат).
9 лютого 1969 року дебютував в офіційних матчах у складі національної збірної Марокко в товариській грі проти Угорщини (1:4), в якій забив гол.
У складі збірної був учасником чемпіонату світу 1970 року у Мексиці, де Марокко посіло останнє місце в групі, а Газуані взяв участь у всіх трьох матчах — проти Болгарії, Перу і ФРН. В останньому матчі проти болгар (1:1) Газуані забив гол, принісши своїй команді нічию і допоміг Марокко стати першою африканською збірною, яка уникнула поразки на чемпіонаті світу. А вже наступного року зіграв на Середземноморських іграх у турецькому Ізмірі. Там марокканці виграли два перших матчі групового етапу і в останньому вирішальному зустрічались з Югославією за право виходу до фіналу. У цій грі, в якій зіграв і Газуані, після вилучення двох марокканців африканська збірна покинула поле, за що була дискваліфікована з турніру і залишилась без медалей.
1972 року Газуані взяв участь спочатку у Кубку африканських націй в Камеруні, де зіграв у двох з трьох матчах, а команда не подолала груповий етап, а потім і в літніх Олімпійських іграх 1972 року, де теж був основним гравцем, зігравши у п'яти з шести іграх своєї команди. При цьому в матчі проти збірної ФРН (0:3) турецький арбітр Доган Бабаджан показав Газуані червону картку, яка стала дебютною в історії турніру.
Загалом протягом кар'єри у національній команді, яка тривала 6 років, провів у її формі 30 матчів і забив 4 голи.